# Kudai (groupe chilien)
Pour les articles homonymes, voir Kudai.
Kudai est un groupe de pop chilien, originaire de Santiago. Nommé aux Premios MTV Latinoamérica, il comprend à l'origine Tomás Manzi, Pablo Holman, Nicole Natalino et Bárbara Sepúlveda Labra. En 2006, Nicole Natalino quitte le groupe pour des raisons personnelles, et est remplacée par Gabriela Villalba. Ils comptent trois albums publiés en Amérique latine : Vuelo en 2004, Sobrevive en 2006; et Nadha en 2008.
Le groupe se sépare en 2010. En novembre 2016, le groupe revient en concert.

## Biographie

### Premier album (2000–2005)
Le groupe commence à répéter et enregistrer des morceaux dans l'espoir de percer sur le marché musical. À l'origine appelé CIAO, le groupe se rebaptise Kudai, nom qui dérive du mot kudau en Mapudungun (langue chilienne). En 2004, le groupe, désormais composé de quatre chanteurs (Pablo, Tomas, Barbara, et Nicole), resort son premier album, intitulé Vuelo. Grâce à quelques singles, Vuelo est certifié disque de platine. Le groupe commence ensuite à être nommé dans la catégorie du meilleur groupe aux Premios MTV Latinoamérica pour leur clip du single Sin despertar, qui se démarque rapidement des charts chiliens. Peu de temps après sort leur deuxième single, Ya nada queda, qui atteint le succès, comme le troisième single, Escapar. Vuelo est certifié disque de platine en août 2005.
Kudai est nommé meilleur groupe de la région centrale, et meilleur nouveau groupe de la région centrale aux Premios MTV Latinoamérica.
Ils sortent leur premier DVD, qui inclut la tournée 2004–2005, en septembre 2005, intitulée En Vivo - Gira 2004–2005. L'album est publié au Mexique en juillet 2006 avec une différente couverture. Il se vend à plus de 500 000 exemplaires dans le monde.

### Sobrevive(2006–2007)

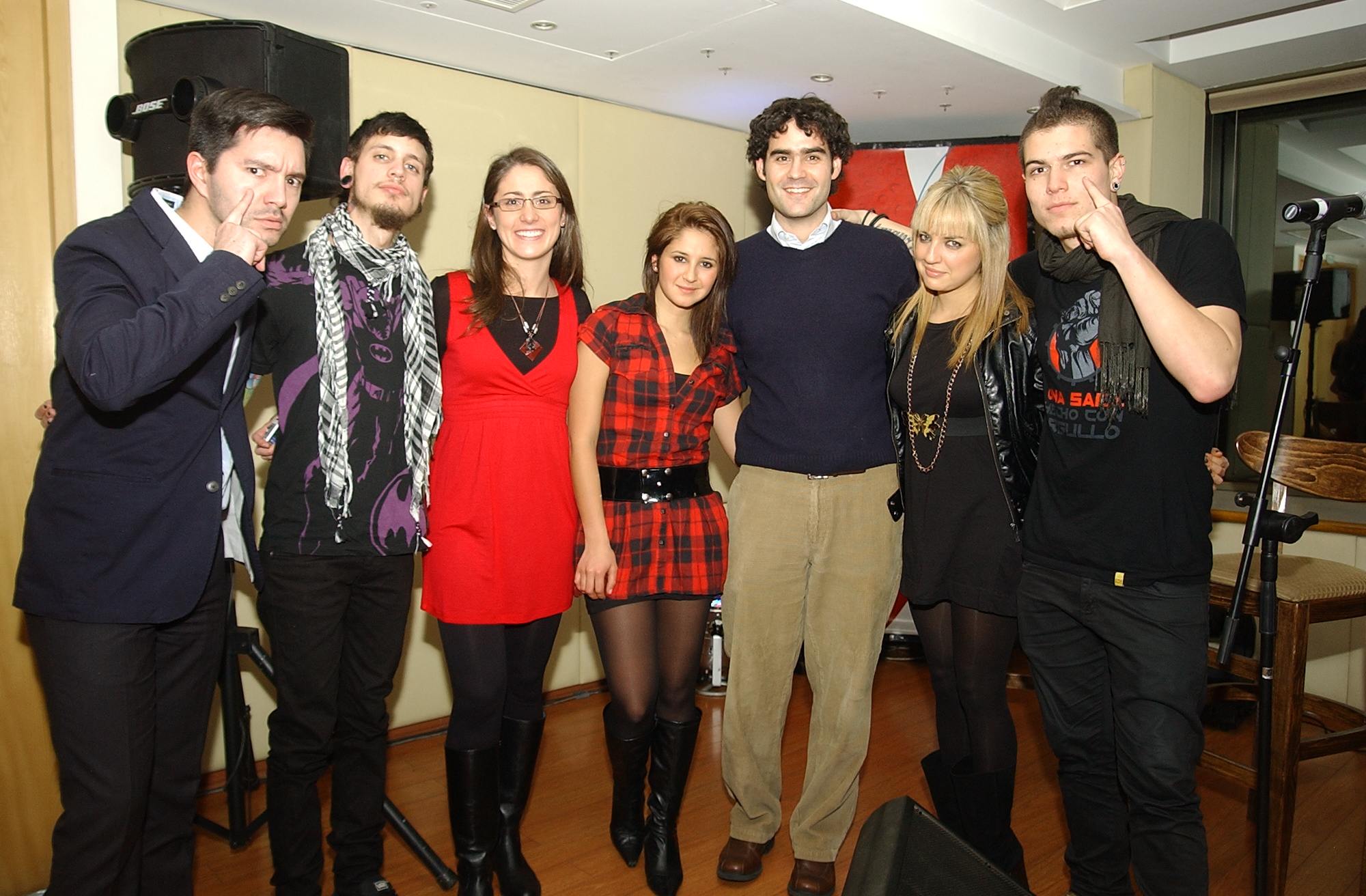
Kudai en 2009.

En 2006, ils enregistrent leur deuxième album, Sobrevive ; le 15 juin 2006, l'album atteint la première place des charts chiliens (le top 39 au Mexique), et se vend à 15 000 exemplaires. Il est publié en 2007 au Mexique et vendu à plus de 350 000 exemplaires dans le monde.
L'album fait participer pour la dernière fois Nicole Natalino. Cette dernière quitte le groupe à cause de problèmes personnels. Après le départ de Nicole, Gabriela Villalba la remplace et réenregistrent l'album avec la voix de Gabriela ; la réédition est publiée le 26 septembre 2007 au Chili. L'album représente un changement drastique de style musical, plus agressif, traitant de thèmes plus sombres comme l'anorexie, la grossesse à l'adolescence, la toxicomanie et le suicide. Le premier single s'intitule Déjame gritar qui atteint la première place au Chili et en Argentine. Le clip du single, qui fait participer Nicole avant son départ, atteint la première place des clips les plus vus sur les plate-formes vidéo et dans le programme Los 10+ pedidos de MTV (Amérique du Sud). Le deuxième single, Llévame, fait participer Gabriela Villalba. Ils jouent également le thème de l'émission Quiero mis Quince.
Le 19 octobre 2006, le groupe remporte Los Premios MTV Latinoamérica du meilleur groupe de la région centrale et du meilleur nouveau groupe de la région centrale, qu'il dédie à ses fans et à Nicole. Après ce succès, ils sont invités à jouer au festival Viña del Mar en février 2007. Le 2 octobre 2007 sort leur premier album live (quatrième au total) En Vivo: Desde Mexico.

### Nasha(2008–2010)

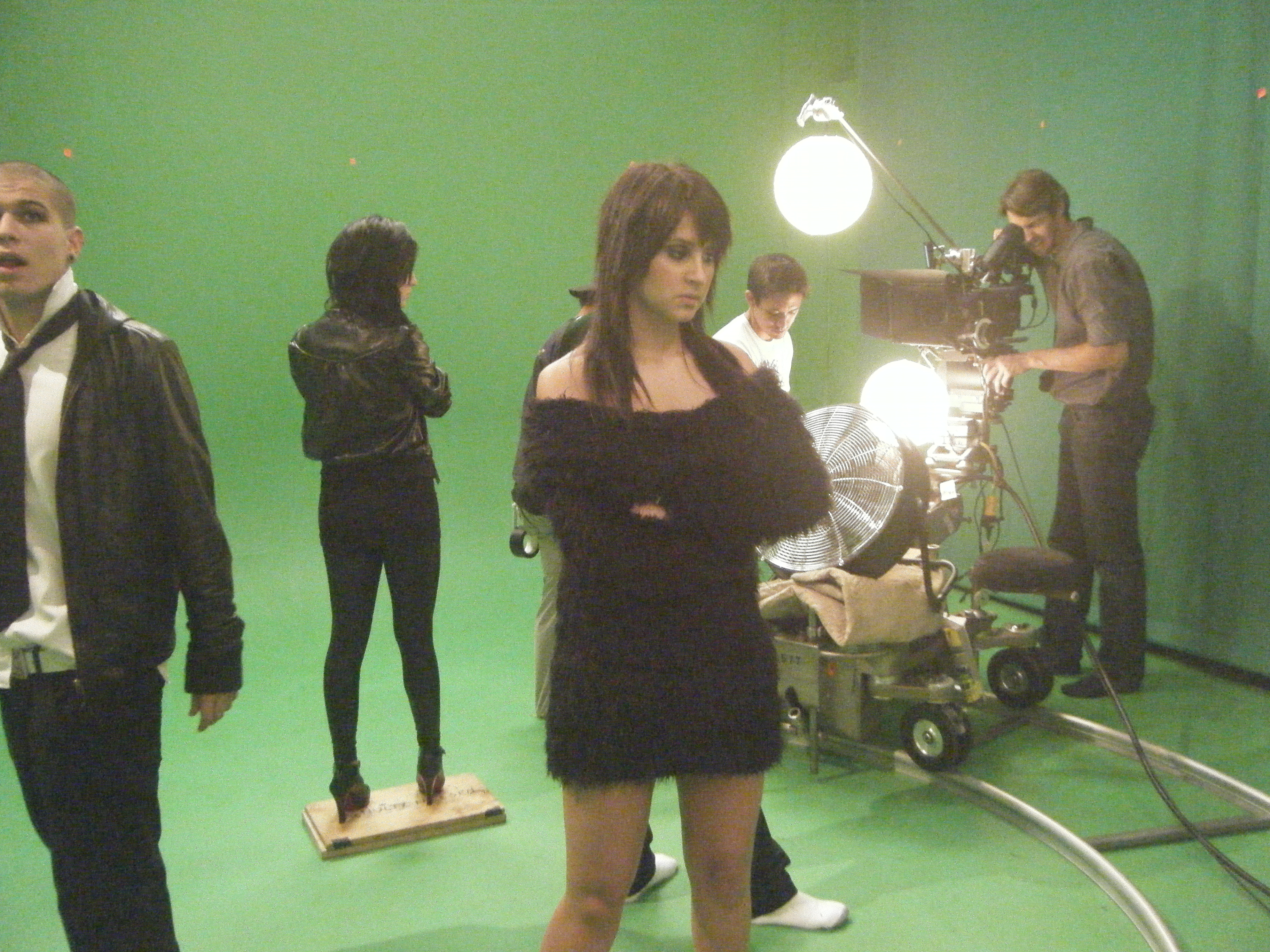
Kudai, en tournage en 2008.

Vers la fin de 2007, ils se délocalisent au Mexique pour étendre leur parcours musical. Kudai termine son parcours au Chili en participant au festival de Viña del Mar. Kudai révolutionne le punk et le rock latino-américains. Ils enregistrent leur troisième album studio, intitulé Nadha. L'album comprend 12 morceaux, dont 6 produits par Koko Stambuk (ex-Glup!). Trois autres morceaux sont de Carlos Lara, considéré comme l'initiateur du RBD. L'album est masterisé dans un studio à Los Angeles, Igloo Music, sous la direction de Gustavo Borner, qui a travaillé avec Diego Torres, Ricky Martin, Sin Bandera, Phil Collins, Plácido Domingo et N'Sync.
Des rumeurs circulent concernant la participation de Kudai pour le World Peace One en 2008. Le groupe jouerait à Berlin, en Allemagne, même si certains clament qu'ils jouent à Porto Rico. Ils participent à un épisode de Skimo et jouent Déjame gritar. Leur album Nadha est publié le 3 mai 2008 au Chili et est certifié disque d'or au Mexique. Le 12 mai 2008, Kudai sort sa première vidéo avec le groupe mexicain RBD et Eiza González intitulée Estar bien.
L'album est nommé meilleur album de pop d'un groupe ou duo aux Premios Latino organisés au Toyota Center de Houston le 13 novembre. Ils jouent aussi le générique du film de Disney, Bolt.
Le groupe se sépare en 2010.

### Retour (depuis 2016)
En novembre 2016, le groupe annonce son retour avec la formation originale. Ils confirment aussi de nouveaux morceaux. En juillet 2018, ils jouent en Argentine.

## Membres

### Membres actuels
- Pablo Holman (1999-2010, depuis 2016)
- Bárbara Sepúlveda (1999-2010 depuis 2016)
- Tomás Manzi (1999-2010 depuis 2016)
- Nicole Natalino (1999-2006 depuis 2016)

### Ancien membre
- Gabriela Villalba (2006-2010)

## Discographie
- 2004 : Vuelo
- 2006 : Sobrevive
- 2008 : Nadha